# Solsidan, Nacka kommun

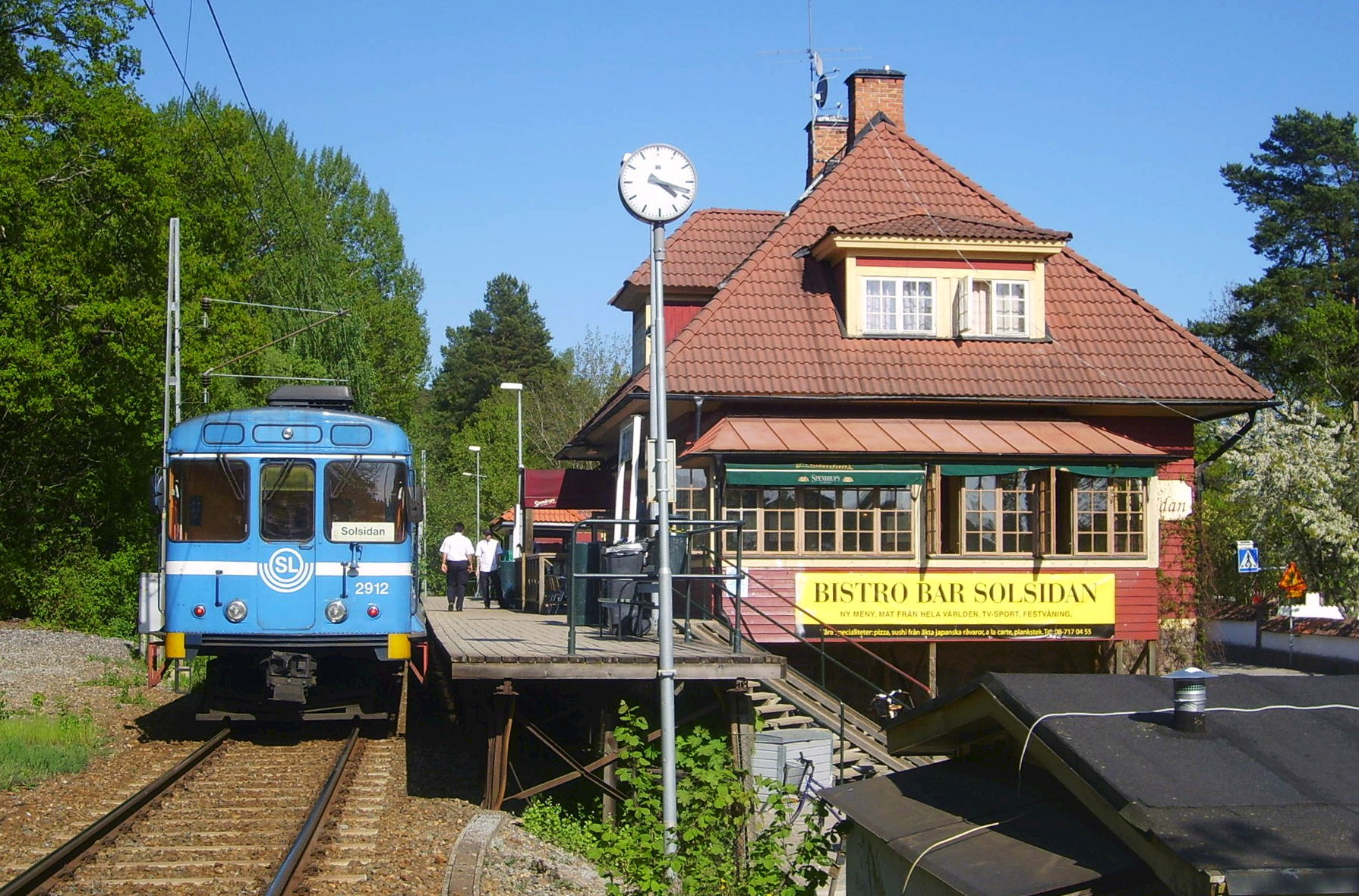
Saltsjöbanans ändstation vid Solsidan.

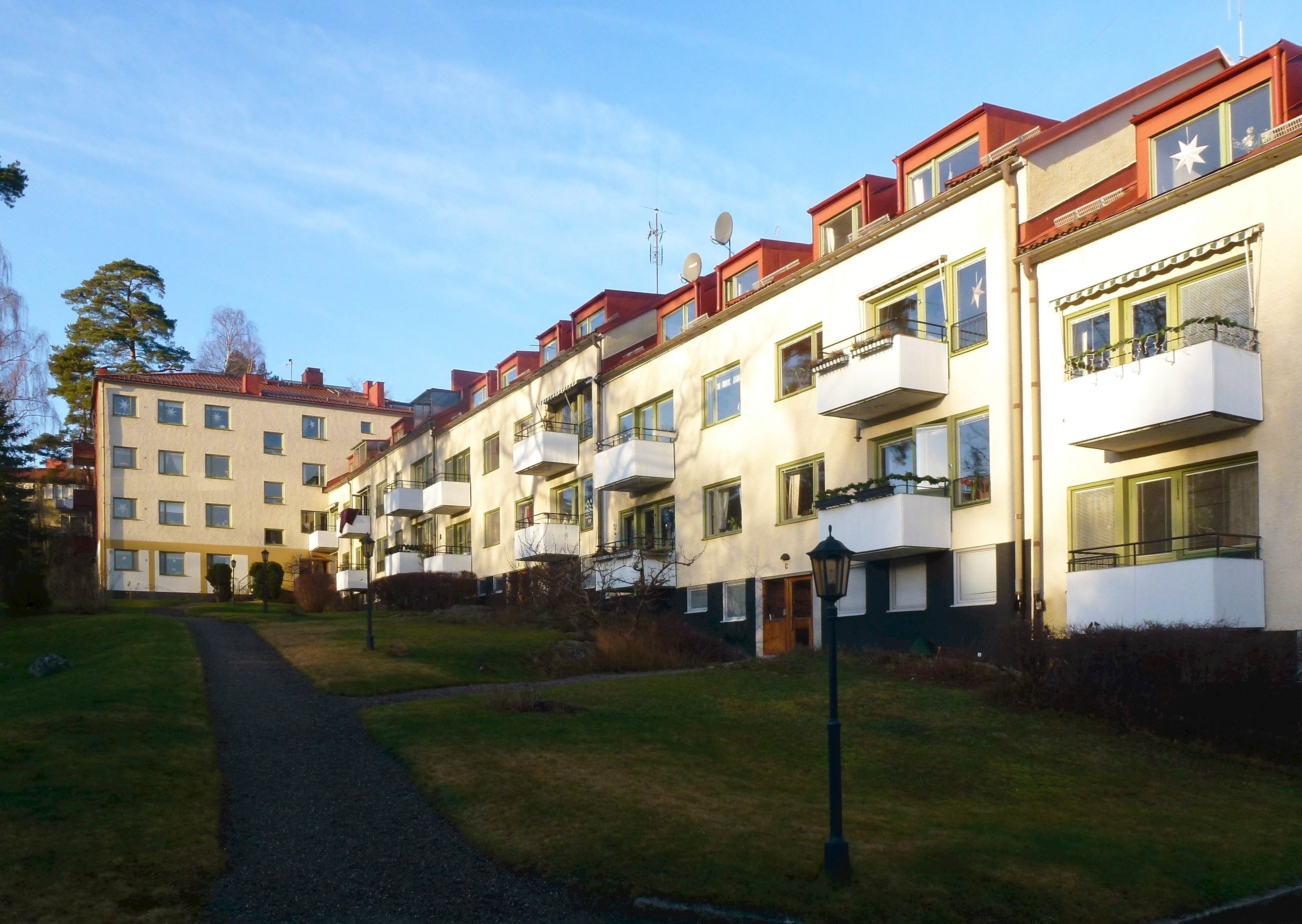
Bostadshus från 1950-talet i kvarteret Vaxskivlingen, arkitekt Erik och Tore Ahlsén.

Solsidan är ett villaområde och en station för Saltsjöbanan i Saltsjöbaden, Nacka kommun. Bebyggelsen uppfördes huvudsakligen under 1930- till 1950-talen. TV-serien Solsidan från 2010 utspelar sig i området.

## Historia och bebyggelse
De centrala delarna av Solsidan täcker de forna inägorna hos hemmanet Vårgärdet. Det är tidigast belagt i skrift 1587 (Wårdkerr) men låg öde redan på 1720-talet. Därav kommer namnet på havsviken Vårgärdssjön och Vårgärdsvägen. Gårdens bebyggelse låg i sluttningen söder om nuvarande järnvägsstationens plats. 
Solsidan började bebyggas kort efter 1910. Huvuddelen av bebyggelsen uppfördes under 1930- till 1950-talen. Karaktäristiskt för Solsidan är den bergiga terrängen och de branta sluttande sjötomterna. I området finns påkostade villor med tidstypisk karaktär som med tiden kompletterats med modernare bebyggelse. I Solsidan finns exempel på Sveriges främsta villaarkitektur från olika tidsperioder. Flerbostadshus längs Skyttevägen i kvarteret Vaxskivlingen och bostadshus med butik i bottenvåningen i kvarteren Visthusboden uppfördes 1952-1954 efter ritningar av Erik och Tore Ahlsén.

## Järnvägsstationen
Strax intill gårdsbebyggelsen Vårgärdets tidigare placering ligger ändstationen på Saltsjöbanans grenbana Igelboda-Solsidan.